# Draconarius nudulus
Draconarius nudulus là một loài nhện trong họ Amaurobiidae.
Loài này thuộc chi Draconarius. Draconarius nudulus được Jia-Fu Wang miêu tả năm 2003.